# Institutul Național de Cercetare-Dezvoltare Medico-Militară „Cantacuzino”
Institutul Național de Cercetare-Dezvoltare Medico-Militară „Cantacuzino” (INCDMM „Cantacuzino”) este un institut de cercetare din România, înființat în anul 1921 de Dr. Ion Cantacuzino. Institutul are ca domeniu de activitate sănătatea publică, pe care o promovează atât prin activități de cercetare-dezvoltare, cât și prin oferta de produse și servicii. Activitatea de cercetare științifică, dezvoltare tehnologică și inovare se desfășoară în domeniile infecțiilor bacteriene, virale și parazitare, biologiei celulare și moleculare, imunologiei, biotehnologiei și geneticii microbiene.
Rămas, însă, sub tutela statului și neprimind finanțări pentru investiții din partea acestuia, cu un management politizat și parazitat de corupție, nu putea face față concurenței marilor companii farmaceutice internaționale, și astfel activitatea lui s-a redus. Subfinanțarea a făcut și ca în domeniul resurselor umane sectorul privat să-l domine, astfel micile investiții care s-au făcut totuși nu au putut fi operaționalizate din lipsa personalului. 
Din 2017 institutul a fost transferat Ministerului Apărării, motivând cu amenințările războiului hibrid, și transformat în unitate militară.